# Tangerang
Tangerang  város Indonéziában, Jáva szigetén. Jakarta mellett nyugatra fekszik. Becsült lakossága 2 millió fő volt 2014-ben.
Ipari központ. Jakartával gyorsvasút (KRL Jabotabek) köti össze. A Jabotabek mozaikszó a dzsakartai konurbációt jelzi: Ja-Karta, Bo-Gor, Ta-ngerang és Bek-asi.
Főbb látnivalói a Boen Tek Bio-templom a 18. századból és a Benteng történelmi múzeum. 

## Fordítás
Ez a szócikk részben vagy egészben  a   Tangerang című angol Wikipédia-szócikk fordításán alapul.  Az eredeti cikk szerkesztőit annak laptörténete sorolja fel. Ez a jelzés csupán a megfogalmazás eredetét és a szerzői jogokat jelzi, nem szolgál a cikkben szereplő információk forrásmegjelöléseként.